# Blade Runner 2049: Original Motion Picture Soundtrack
Blade Runner 2049: Original Motion Picture Soundtrack là album nhạc phim của phim điện ảnh năm 2017 Tội phạm nhân bản 2049. Được phát hành vào tháng 10 năm 2017, album bao gồm phần nhạc nền do Hans Zimmer và Benjamin Wallfisch biên soạn, cùng với các bài hát bổ sung do Elvis Presley, Frank Sinatra và Lauren Daigle trình bày. Album nhạc phim do Michael Hodges, Kayla Morrison và Ashley Culp biên soạn. Album cũng bao gồm nhạc phẩm "Tears in the Rain" vốn được biên soạn dưới nhan đề "Tears in Rain" bởi nhà soạn nhạc Vangelis, người thực hiện phần nhạc phim cho phần phim gốc năm 1982 Blade Runner.
Tội phạm nhân bản 2049 là phần tiếp nối của phim điện ảnh Blade Runner phát hành năm 1982 do Ridley Scott đạo diễn. Phần phim thứ hai này do Denis Villeneuve đạo diễn, với sự tham gia diễn xuất của Ryan Gosling cùng Harrison Ford, Ana de Armas, Sylvia Hoeks và Jared Leto. Lấy bối cảnh ba mươi năm sau mốc thời gian trong nguyên tác Blade Runner, câu chuyện của Tội phạm nhân bản 2049 xoay quanh việc K, một người nhân bản thế hệ Nexus-9 và đồng thời cũng là một "blade runner", đã tình cờ phát hiện bí mật gây chấn động: một người nhân bản đời cũ từng có thai và đã qua đời khi sinh con. Để che giấu bí mật có thể dẫn đến chiến tranh giữa con người và người nhân bản, cấp trên buộc K phải tìm ra đứa trẻ và thủ tiêu tất cả các bằng chứng liên quan đến nó.
Album nhạc phim được đề cử Nhạc phim hay nhất tại Giải BAFTA lần thứ 71. Năm 2018, album nhận được một đề cử Giải Grammy cho Nhạc nền hay nhất cho phim ảnh tại Giải Grammy lần thứ 61, nhưng lại mất giải cho phần nhạc nền của Ludwig Göransson cho Black Panther: Chiến binh báo đen.

## Lịch sử
Warner Bros. được cho là đã cân nhắc việc mời rapper kiêm nhà sản xuất âm nhạc El-P viết phần nhạc nền cho Tội phạm nhân bản 2049, và anh ấy đã được giao viết phần nhạc nền ngắn cho đoạn trailer đầu tiên của phim. Ý thức về di sản của phần nhạc nền do Vangelis biên soạn cho bộ phim gốc năm 1982, sáng tác của El-P đã sử dụng đàn synthesizer Yamaha CS-80, loại nhạc cụ mà Vangelis từng sử dụng, để thực hiện bản nhạc này. Tuy nhiên, âm nhạc của El-P cuối cùng lại không được sử dụng trong phiên bản chính thức; chính anh cũng xác nhận rằng phần nhạc nền của mình đã "bị từ chối hoặc lờ đi".
Jóhann Jóhannsson, người từng cộng tác với Villeneuve trong dự án Lần theo dấu vết, Ranh giới và Cuộc đổ bộ bí ẩn, ban đầu cũng được công bố là nhà soạn nhạc của phim. Tuy nhiên sau đó, Villeneuve và Jóhannsson đã quyết định ngừng cộng tác với nhau vì Villeneuve nghĩ rằng tác phẩm "cần điều gì đó khác biệt hơn" và "cần đem lại những điều gần gũi với phần nhạc phim mà Vangelis đã sáng tạo". Hai nhà soạn nhạc Hans Zimmer và Benjamin Wallfisch bắt đầu tham gia dự án từ tháng 7 năm 2017. Tới tháng 9, công ty của Jóhannsson cho biết anh không còn tham gia vào dự án đồng thời không được đưa ra bất cứ bình luận gì về vấn đề này. Theo Epic Records, Zimmer và Wallfisch đã tìm cách kế thừa di sản phần nhạc nền từ nguyên tác Blade Runner bằng cách sử dụng synthesizer Yamaha CS-80.

## Phát hành
Album nhạc phim được phát hành trực tuyến vào ngày 5 tháng 10 năm 2017, và phiên bản đĩa vật lý gồm hai đĩa CD được Epic Records/ASG Records phát hành tại Mỹ vào ngày 27 tháng 10 năm 2017.
Ngày 25 tháng 10 năm 2017, các nguồn tin cho biết bộ đĩa than đôi của album nhạc phim sẽ được phát hành vào ngày 15 tháng 12 năm 2017, được đánh số giới hạn từ 1 tới 2500. Mặc dù thông tin về việc phát hành đề cập rằng album sẽ có 24 bài hát, trang web bán đĩa lại chỉ xác nhận 20 bài, trong đó các bài hát của Frank Sinatra và Elvis Presley không xuất hiện trong đĩa than.

## Danh sách bài hát
Tất cả các ca khúc được viết bởi Hans Zimmer và Benjamin Wallfisch, trừ các bài được ghi chú riêng.
| STT | Nhan đề                                                        | Thời lượng |
| --- | -------------------------------------------------------------- | ---------- |
| 1.  | "2049"                                                         | 3:37       |
| 2.  | "Sapper's Tree"                                                | 1:36       |
| 3.  | "Flight to LAPD"                                               | 1:47       |
| 4.  | "Summer Wind" (Frank Sinatra)                                  | 2:54       |
| 5.  | "Rain"                                                         | 2:26       |
| 6.  | "Wallace"                                                      | 5:23       |
| 7.  | "Memory"                                                       | 2:32       |
| 8.  | "Mesa"                                                         | 3:10       |
| 9.  | "Orphanage"                                                    | 1:13       |
| 10. | "Furnace"                                                      | 3:41       |
| 11. | "Someone Lived This"                                           | 3:13       |
| 12. | "Joi"                                                          | 3:51       |
| 13. | "Pilot"                                                        | 2:17       |
| 14. | "Suspicious Minds" (Elvis Presley)                             | 4:22       |
| 15. | "Can't Help Falling in Love" (Elvis Presley & the Jordanaires) | 3:02       |
| 16. | "One for My Baby (and One More for the Road)" (Frank Sinatra)  | 4:24       |
| 17. | "Hijack"                                                       | 5:32       |
| 18. | "That's Why We Believe"                                        | 3:36       |
| 19. | "Her Eyes Were Green"                                          | 6:17       |
| 20. | "Sea Wall"                                                     | 9:52       |
| 21. | "All the Best Memories Are Hers"                               | 3:22       |
| 22. | "Tears in the Rain" (bản gốc do Vangelis thể hiện)             | 2:10       |
| 23. | "Blade Runner"                                                 | 10:05      |
| 24. | "Almost Human" (Lauren Daigle)                                 | 3:22       |

Ghi chú  thể hiện các bài hát không xuất hiện trong phiên bản 2 đĩa than giới hạn.

## Xếp hạng
Bản mẫu:Biểu đồ albumBản mẫu:Biểu đồ albumBản mẫu:Biểu đồ albumBản mẫu:Biểu đồ albumBản mẫu:Biểu đồ albumBản mẫu:Biểu đồ albumBản mẫu:Biểu đồ albumBản mẫu:Biểu đồ albumBản mẫu:Biểu đồ albumBản mẫu:Biểu đồ album
| bảng xếp hạng (2017)              | Vị trí xếp hạng cao nhất |
| --------------------------------- | ------------------------ |
| Italian Compilation Albums (FIMI) | 8                        |